# Borinage
Borinage é uma região belga da província valã de Hainaut. A capital provincial, Mons, está localizada a leste de Borinage. O desenvolvimento da região se deu com a mineração de carvão, que lá teve início ainda na Idade Média. Vincent Van Gogh viveu em Borinage e foi na região que o então missionário protestante decidiu tornar-se artista.